# Spandau (okręg administracyjny)
Spandau – piąty okręg administracyjny (Bezirk) Berlina. Liczy ponad 230 000 mieszkańców. Obecny okręg powstał w 2001 roku po reformie administracyjnej i jest czwarty w kolejności jeśli chodzi o zajmowaną powierzchnię. Historycznie obszar ten został włączony w granice Wielkiego Berlina w 1920 roku z terenów miasta Spandau (znane zapiski mówią, że istniało już w 1232 roku), wielu gmin i majątków ziemskich. Siedziba administracji okręgu znajduje się w ratuszu Spandau. Leży w północno-zachodniej części miasta, u ujścia Sprewy do Haweli.

## Geografia
Spandau leży w większej części na zachodnim brzegu Haweli. Miasto zostało założone w widłach Sprewy i Haweli. Obszar administracyjny graniczy z krajem związkowym Brandenburgia, powiatami Oberhavel i Havelland i stolicą kraju związkowego – Poczdamem, które to miasto jest wydzielone.

## Podział administracyjny
W skład okręgu administracyjnego wchodzi dziewięć dzielnic (Ortsteil):
| Nazwa dzielnicy | Powierzchnia w kilometrach kwadratowych | Liczba miesz-kańców | Liczba mieszkańców na kilometr kwadratowy | Położenie na mapie okręgu |
| --- | --------------------------------------- | ------------------- | ----------------------------------------- | ------------------------- |
| 0501 Spandau - Altstadt Spandau - Neustadt Spandau (Oranienburger Vorstadt) - Stresow - Kolk Spandau                                                                         | 8,03                                    | 38 381              | 4780                                      |                           |
| 0502 Haselhorst - Gartenfeld - Reichsforschungssiedlung Haselhorst - Quartier Pulvermühle                                                                                    | 4,73                                    | 15 724              | 3324                                      |                           |
| 0503 Siemensstadt - Siemens-Siedlung am Rohrdamm - Siedlung Heimat - Großsiedlung Siemensstadt (Duża część należy do dzielnicy Charlottenburg-Nord) - Siedlung Rohrdamm-West | 5,66                                    | 13 143              | 2322                                      |                           |

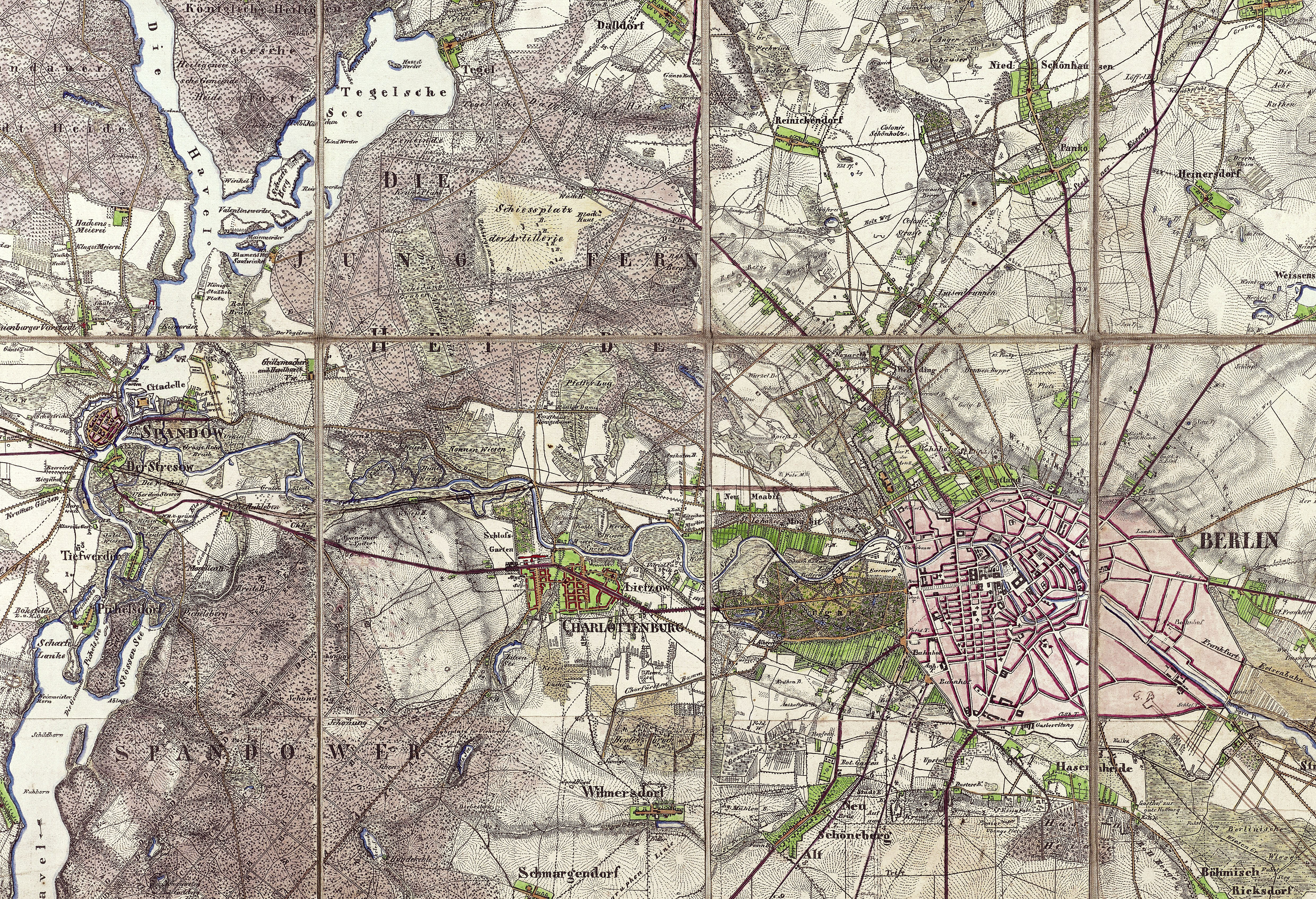
Spandau, Charlottenburg i Berlin (od lewej) na mapie z 1842 r.

Zdjęcie panoramiczne z Juliusturm, Cytadela Spandau

| 0504 Staaken - Albrechtshof - Gartenstadt Staaken - Dorf Staaken - Siedlung Neu-Jerusalem - Heerstraße Nord - Louise-Schroeder-Siedlung - Siedlung Hahneberg                 | 10,90                                   | 44 605              | 4092                                      |                           |
| 0505 Gatow - Alt-Gatow - Siedlung Habichtswald - Hohengatow | 10,10                                   | 4298                | 426                                       |                           |
| 0506 Kladow - Alt-Kladow - Landstadt Gatow | 14,80                                   | 15 729              | 1063                                      |                           |
| 0507 Hakenfelde - Wasserstadt Spandau - Waldsiedlung Hakenfelde - Siedlung Aalemannufer                                                                                      | 20,40                                   | 28 466              | 1395                                      |                           |
| 0508 Falkenhagener Feld | 6,88                                    | 37 381              | 5433                                      |                           |
| 0509 Wilhelmstadt - Wilhelmstadt - Pichelsdorf - Weinmeisterhöhe | 10,40                                   | 40 551              | 3899                                      |                           |

## Mieszkańcy
31 grudnia 2015 roku liczba mieszkańców okręgu wynosiła 238 278. Spandau miał w związku z tym najmniejszą liczbę ludności spośród wszystkich okręgów administracyjnych Berlina. Jego relatywnie dużą część powierzchni zajmują obszary wodne i zalesione, co przy całkowitej powierzchni 92 kilometrów kwadratowych daje poziom zagęszczenia 2593 mieszkańców na kilometr kwadratowy.
Prognozy z 2016 roku mówią, że liczba mieszkańców okręgu do roku 2030 wzrośnie do 248 000. Zostało to wyliczone na podstawie danych z 2015, gdy przyrost liczby mieszkańców wyniósł 7,7% i był niewiele większy od średniej z całego miasta – 7,5%.
31 grudnia 2012 roku odsetek obcokrajowców wyniósł 11,5%, a 27,7% liczby mieszkańców miało tło migracyjne. Stopa bezrobocia na dzień 30 kwietnia 2013 to 13,9%. 31 grudnia 2012 roku średni wiek mieszkańca wynosił 44,5 roku.
| Udział mieszkańców z tłem migracyjnym                                              |               |
| ---------------------------------------------------------------------------------- | ------------- |
| Niemcy bez tła migracyjnego                                                        | 73% (165 000) |
| Niemcy z tłem migracyjnym lub obcokrajowcy                                         | 27% 0(62 000) |
| Emigranci z Turcji, krajów arabskich, Iranu i innych                               | 9% 0(20 400)  |
| Emigranci z krajów Unii Europejskiej                                               | 6% 0(13 600)  |
| Emigranci z krajów afrykańskich (Ghana, Nigeria, Kamerun itd.)                     | 3% 0(7 000)   |
| Pozostali (m.in. z dawnego Związku Radzieckiego, Azji wschodniej, Jugosławii itd.) | 9% 0(20 400)  |

## Historia

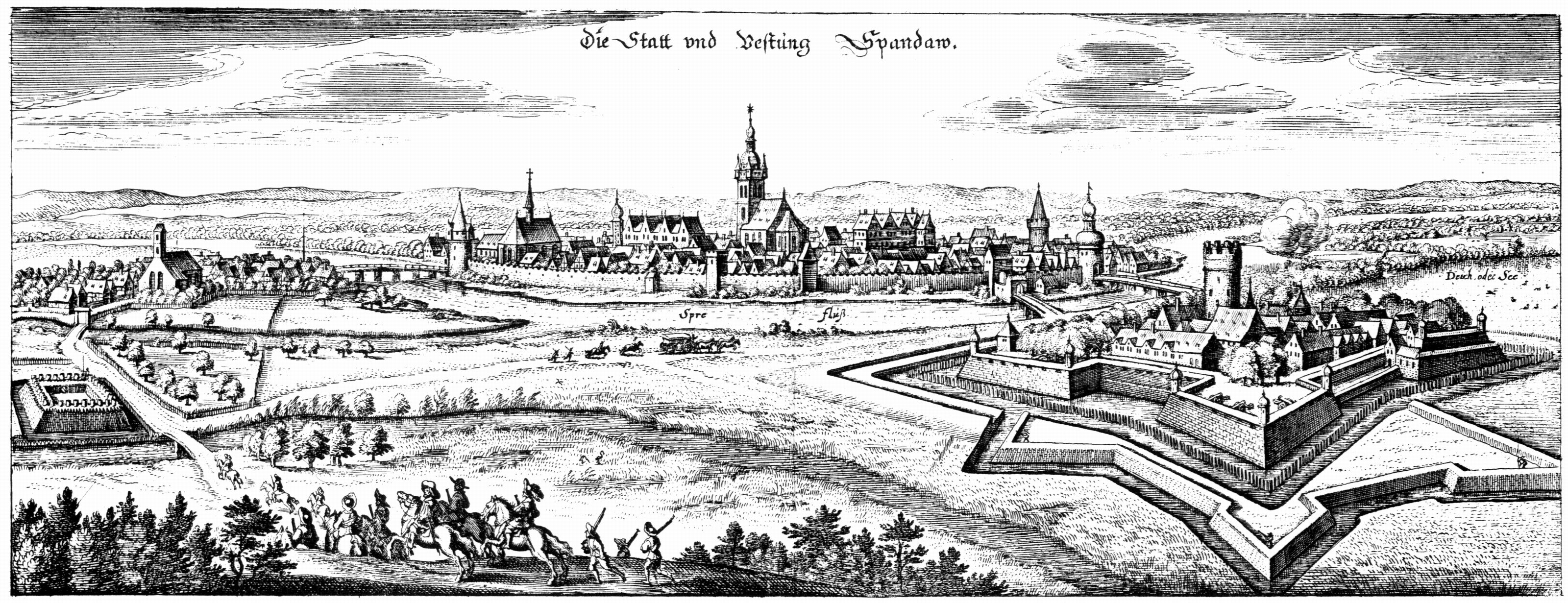
Miasto Spandau i Cytadela, Matthäus Merian, 1633

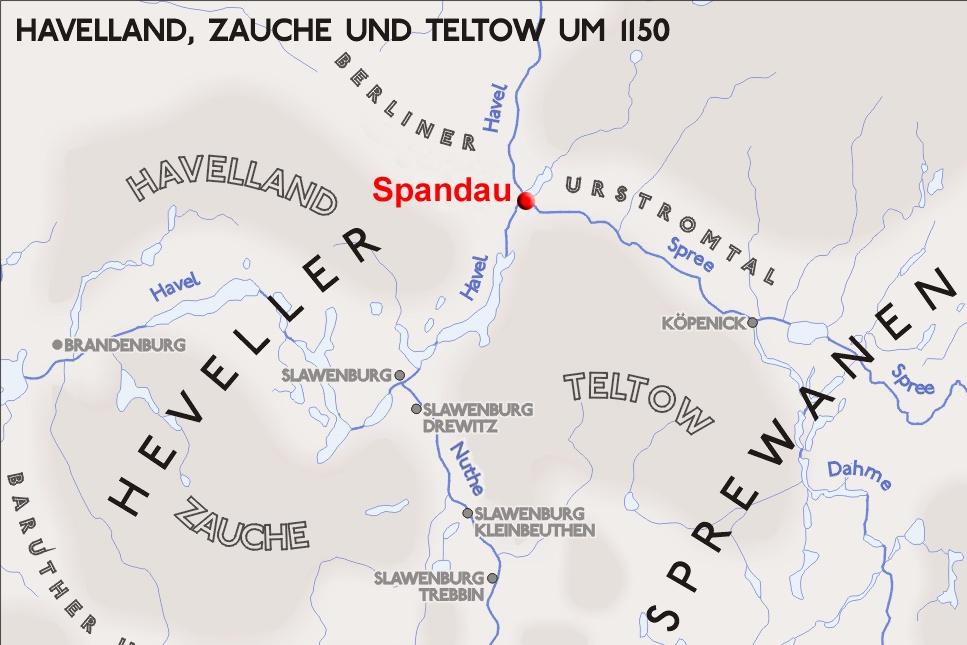
Geograficzna sytuacja na ziemiach obecnej Brandenburgii w 1150 r.

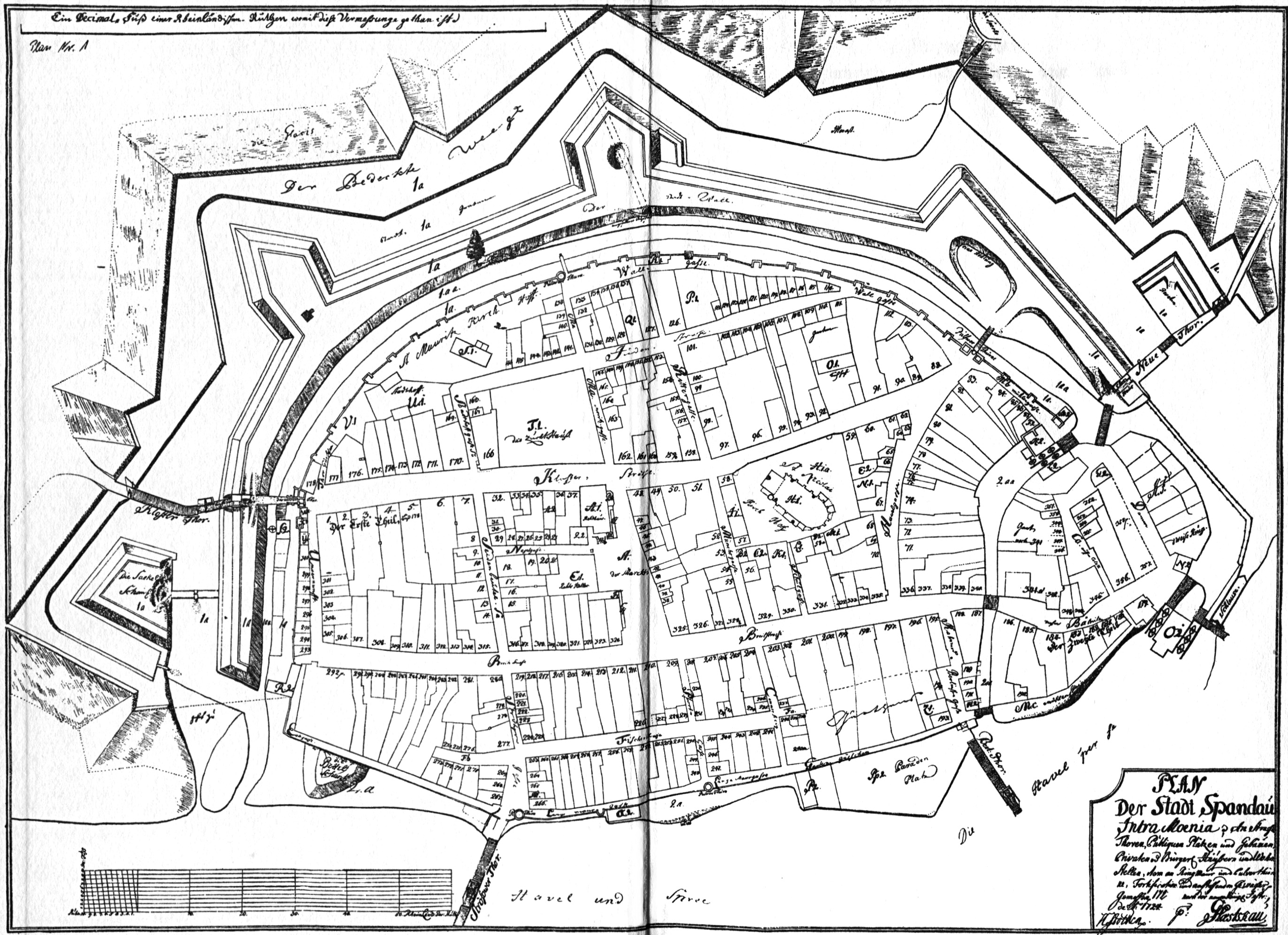
Mapa katastralna Spandau Intra moenia (wewnątrz murów miejskich), 1728

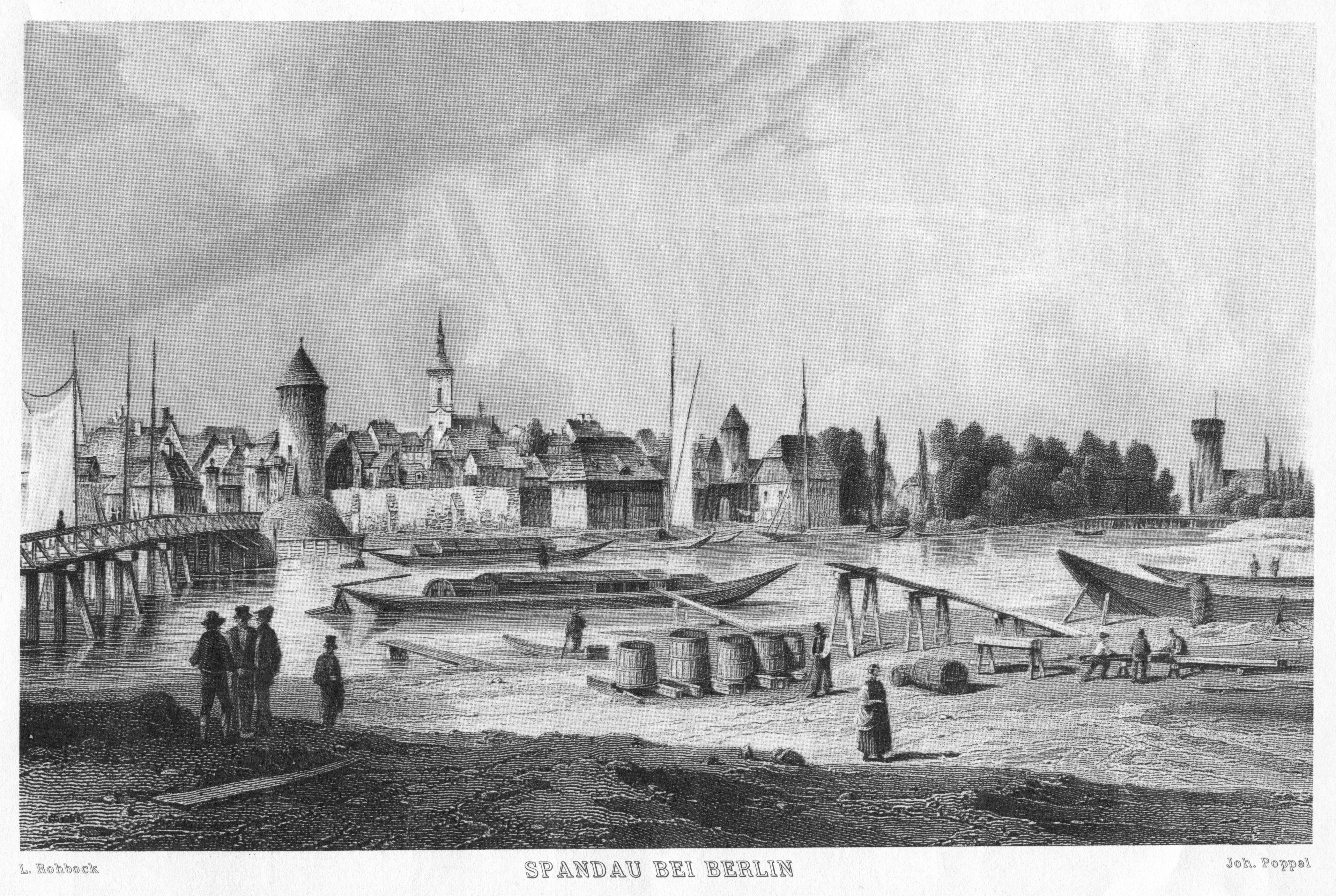
Widok z 1850 roku

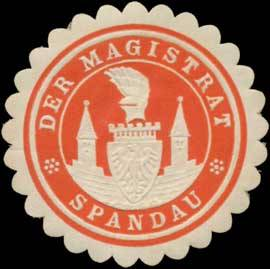
Pieczęć magistratu (około 1850 do 1923)

Znaczek pocztowy Poczty Niemieckiej (1982): 750-lecie miasta Spandau

Osiedlanie się ludzi na terenie zajmowanym przez obecny okręg administracyjny nastąpiło już od VI wieku. Ówczesnymi mieszkańcami byli Sprewianie i Hawelanie (plemię słowiańskie). Albrecht Niedźwiedź wybudował swój gród na tym terenie i nazwał Spandow. W źródłach historycznych został wspomniany w 1197 r.
Gród rozwinął się w miasto Spandow, które stało się głównym miastem w okolicy. Wbrew powszechnej opinii Spandau nie otrzymał praw miejskich 7 marca 1232 od margrabiów Jana I Askańczyka i Ottona III. Tekst wydanego wtedy dokumentu – o ile jego zachowane niemieckie tłumaczenie jest autentyczne, bo częściowo się w to wątpi – wspomina wielokrotnie o tym, że Spandau posiadał już wtedy prawa miejskie, a teraz dostaje jedynie dodatkowe prawa. Przede wszystkim możliwość wybudowania kanału na rzece, który był protoplastą obecnej Śluzy Spandau. Z tekstu nie wynika jednak jasno, kiedy prawa miejskie zostały nadane miastu. Dla formalnego określenia wieku miasta uznaje się jednak ten dokument, bo po raz pierwszy pada w nim nazwa Miasto Spandau. Pierwszego listopada 1539 roku elektor brandenburski Joachim II Hektor przeszedł na protestantyzm w Kościele Świętego Mikołaja w Spandau, co przyczyniło się do zmiany obowiązującej wiary w całej Marchii Brandenburskiej.
Stan miasta i najbliższych okolic został spisany i rozrysowany na mapach katastralnych w dużej skali Spandau Intra moenia (1:1000) i Spandau extra moenia, które w imponujący sposób dokumentują stan miasta wewnątrz fortyfikacji (intra) i za nimi (extra). Były to pierwsze tego typu mapy z tak dokładnymi danymi. Obie mapy zostały wykonane przez Gustava Haestskau i znajdują się obecnie w Archiwum Miejskim w Spandau w Urzędzie Katastralnym.
Pisownia nazwy miasta zmieniła się w roku 1878 i odtąd zaprzestano używania formy Spandow na rzecz nowej, Spandau.
Podczas budowy linii kolejowej Berlin-Hamburg, Spandau otrzymał w 1878 roku połączenie kolejowe. Ruch pasażerski odbywał się z obecnego dworca S-Bahn Berlin-Stresow. Następnie, w 1871, przez dworzec przebiegała także linia Berlin-Lehrter. Ze względu na rosnącą industrializację miasta i wciąż powiększającą się liczbę pasażerów dojeżdżających do pracy zadecydowano o wybudowaniu Spandauer Vorortbahn – kolei aglomeracyjnej, która w 1927 roku została zelektryfikowana i włączona do berlińskiej sieci kolei miejskiej S-Bahn. Podczas I Wojny Światowej wzrosło znaczenie przede wszystkim przemysłu zbrojeniowego i pod koniec wojny Spandau był znaczącym centrum produkcji broni w Rzeszy Niemieckiej. Tutaj był produkowany karabin maszynowy MG08. Od 1897 roku w Spandau ma swoją siedzibę przedsiębiorstwo Siemens & Halske, które ma tu swoje zakłady i dział administracji położony w na ulicy Nonnenwiesen. Nowością było to, że oprócz budynków inwestycyjnych Siemens wybudował także osiedla mieszkaniowe, a także dworzec Fürstenbrunn, do którego od roku 1929 jeździła kolej S-Bahn, i która została również wybudowana przez Siemensa (Siemensbahn) aby prowadziła do nowej dzielnicy Siemensstadt.
W ramach powstawania Wielkiego Berlina w 1920 roku został stworzony okręg administracyjny Spandau, w którego skład weszły następujące obszary:
- Miasto Spandau
- Gmina Staaken
- Gmina Tiefwerder
- Gmina Pichelsdorf
- Gmina Gatow
- Gmina Kladow
- Majątek ziemski Spandau-Zitadelle
- Majątek ziemski Pichelswerder
- Majątek ziemski Heerstraße (północna część)

Po drugiej wojnie światowej okręg Spandau znalazł się w brytyjskim sektorze okupacyjnym, jednak stracił dzielnicę West-Staaken na rzecz radzieckiej strefy okupacyjnej. Do 1987 roku na Wilhelmstraße znajdowało się więzienie, w którym do końca przebywał skazany na dożywocie Rudolf Heß. Natychmiast po jego śmierci więzienie zostało wyburzone i na jego miejscu powstał sklep dla stacjonujących w Spandau żołnierzy brytyjskich. W 1990 roku Spandau ponownie otrzymał swoją dzielnicę West-Staaken.
Ruch kolei S-Bahn w okręgu zamarł w 1980 na trzech odcinkach: Jungfernheide-Gartenfeld (Siemensbahn), Fürstenbrunn-Spandau, a także przez Westkreuz – Spandau do Staaken. W tym samym roku linia metra U7 została przedłużona do dworca Rohrdamm i dzięki temu okręg Spandau został połączony do berlińskiej sieci metra. Cztery lata później linia została przedłużona do dworca Rathaus Spandau. Od roku 1998 S-Bahn wróciła na tory dawnej kolei aglomeracyjnej, a jej linia została przedłużona do nowo wybudowanego dworca Berlin-Spandau, który jest także dworcem kolei regionalnej i dalekobieżnej.
Ze względu na dużą liczbę zakładów produkcyjnych (jak Siemens, Osram, BMW-Motocykle), a także centrów zarządzania odpadami (Elektrownia Reuter), spalarni śmieci i oczyszczalni ścieków, okręg Spandau należy do najbardziej uprzemysłowionych części Berlina. Jednocześnie jest on chętnie wybierany jako miejsce wypoczynku i rekreacji ze względu na to, że dużą jego część stanowią obszary wodne i zalesione.
Kulturalnym centrum okręgu jest stare miasto Spandau, w którym dawna zabudowa została uszkodzona na skutek II W. Ś., jednak prace renowacyjne przeprowadzone w latach 70. XX w. i dobudowa nowych, jednopiętrowych budynków stylizowanych na przedwojenne stworzyły klimat tego miejsca odpowiadający dawnym czasom. Ponadto zmieniono zasady poruszania się po zabytkowej części okręgu zakazując ruchu tranzytowego i wprowadzając strefę pieszą. Dzięki tym zabiegom wygospodarowano dużą ilość miejsca dla targów odbywających się w trakcie tygodnia i na jarmarki bożonarodzeniowe. Pomimo zniszczeń wojennych, w Spandau nadal znajdują się jedne z najstarszych budynków w Berlinie, a w jednym z nich znajduje się muzeum.
Na południu znajduje się nieczynne od 1995 roku lotnisko Gatow, które służy obecnie za muzeum Luftwaffe, a podczas podziału Berlina korzystały z niego siły Royal Air Force.
Wasserstadt Berlin-Oberhavel to bardzo ambitny projekt zabudowy, który rozpoczął się w latach 90. XX w. i został ukończony w 2008 roku. Zakładał wybudowanie nowoczesnego i ekologicznego osiedla po obu stronach wyspy Eiswerder na Haweli, a także na północ od niej na terenach nieużytkowanych przez przedsiębiorstwa. Cieszące się największą popularnością są mieszkania położone przy samym brzegu rzeki. Oprócz wysokiego standardu mieszkań cenione są różne udogodnienia dla mieszkańców, takie jak place zabaw, czy parki, a także miejsca umożliwiające uprawianie sportów wodnych. Budowa tego osiedla wymagała od kraju związkowego Berlin dużych nakładów finansowych, które przy spadających od 1995 roku cenach działek, nie były opłacalne.

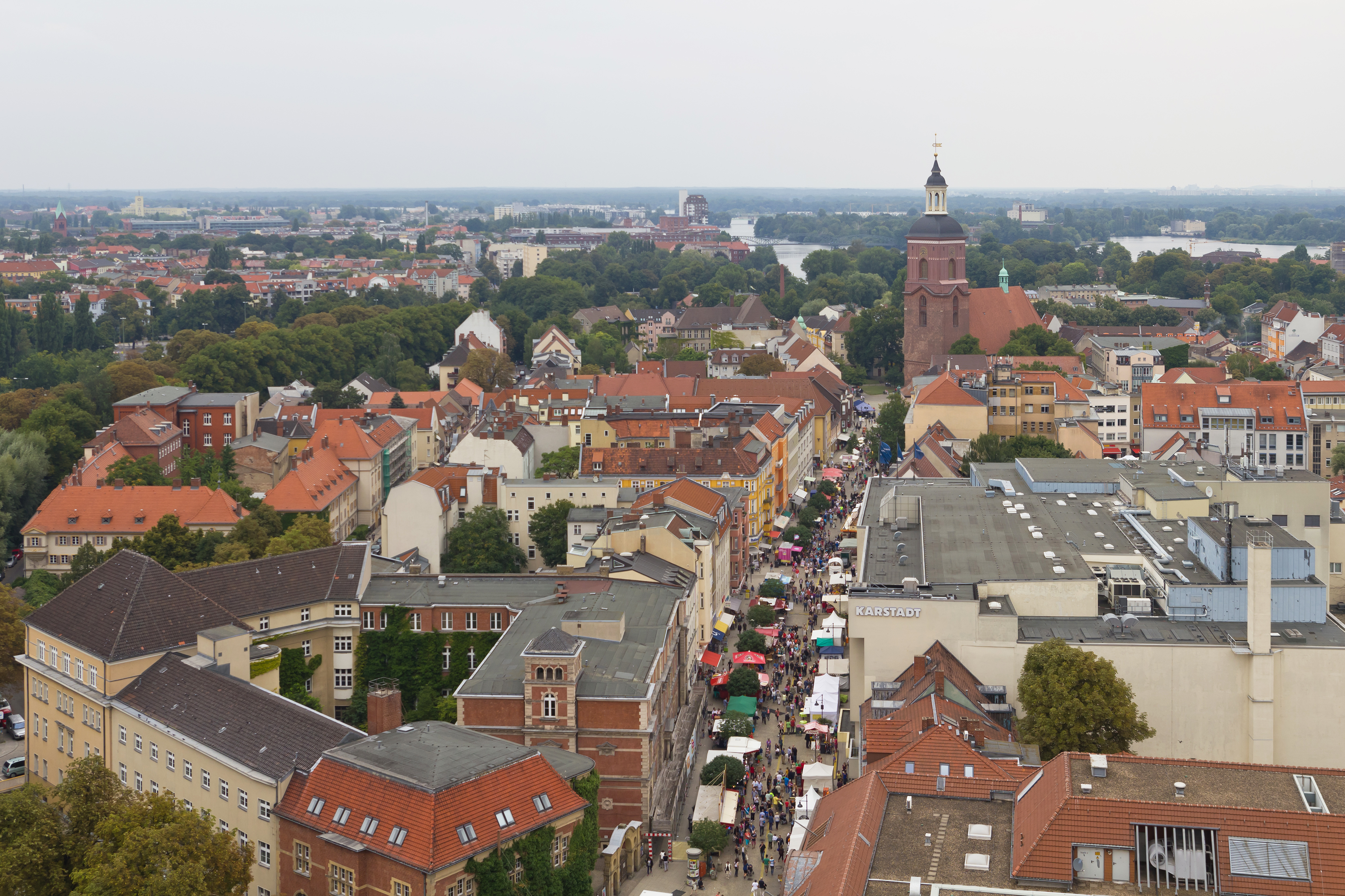
Altstadt Spandau – widok z Ratusza Spandau

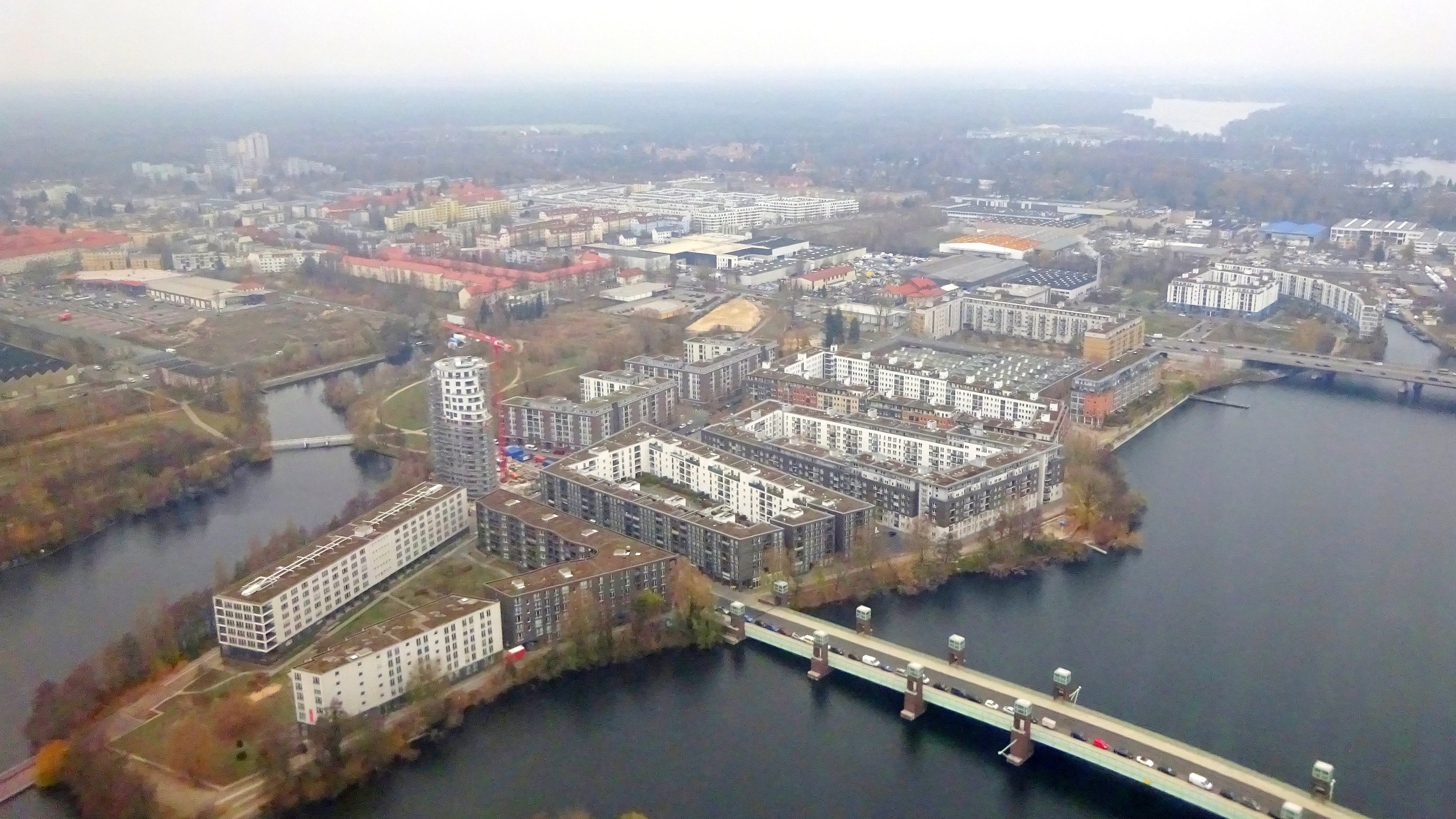
Havelspitze, Wasserstadt Spandau

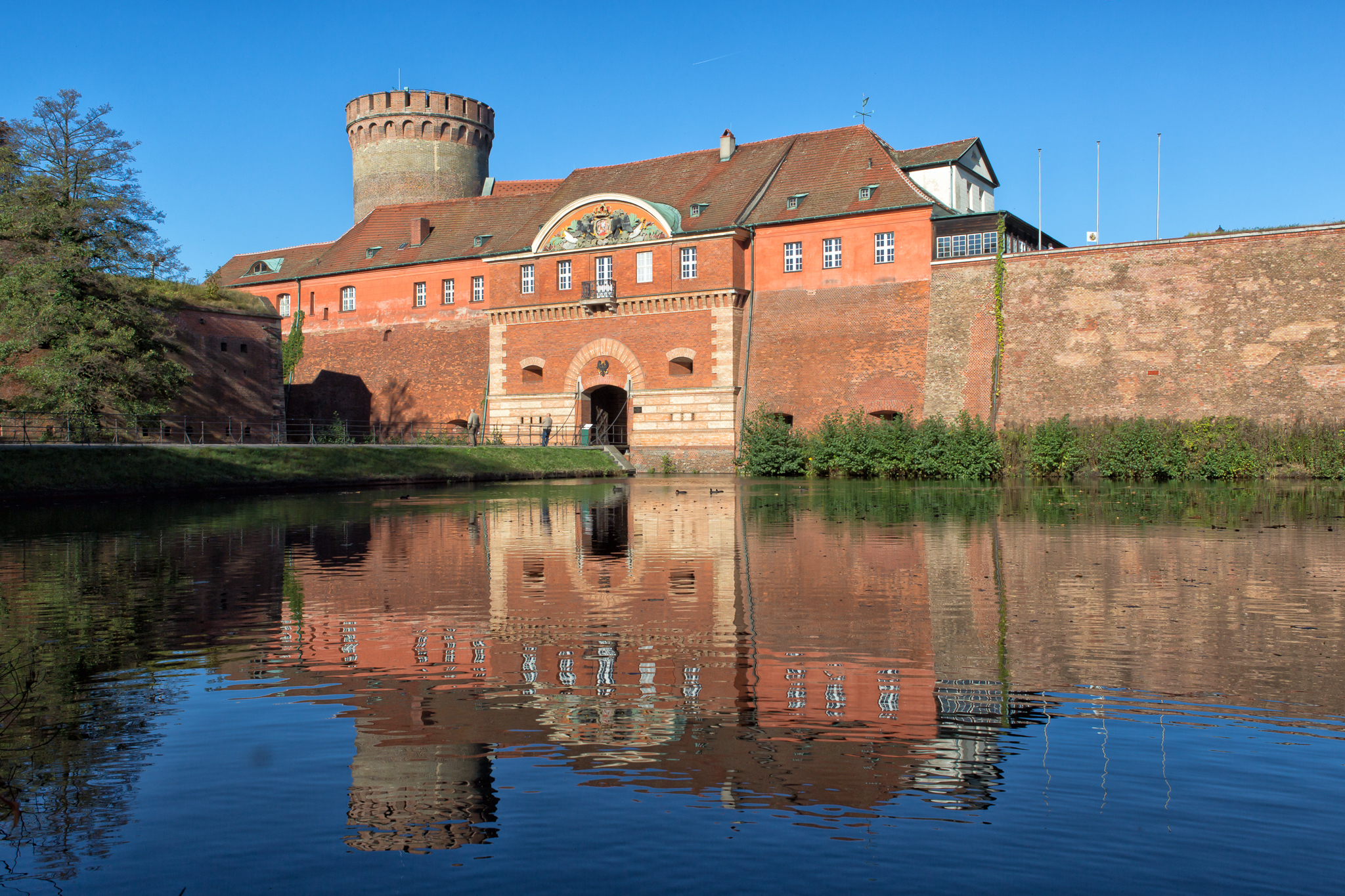
Cytadela Spandau

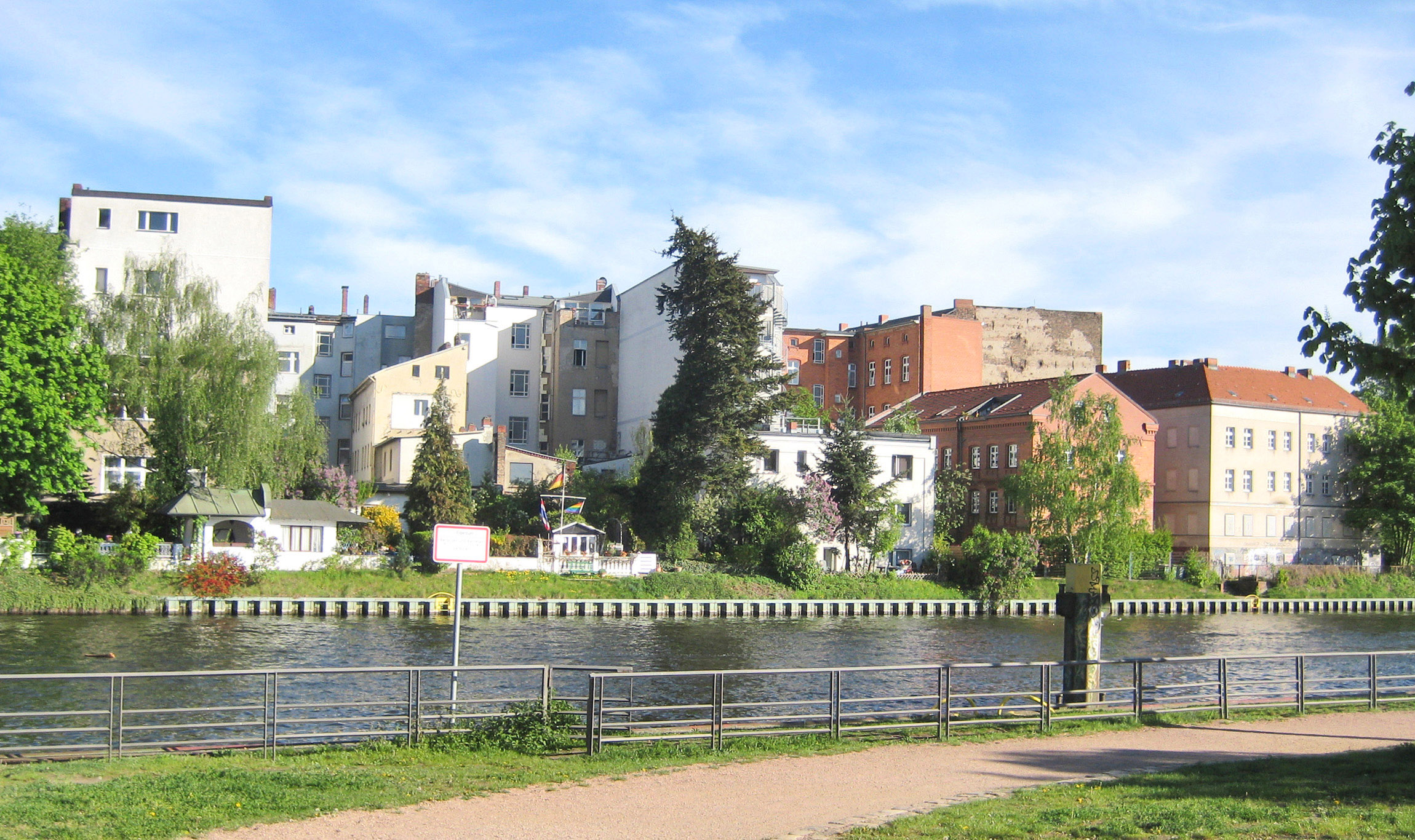
Południowy Stresow an der Havel

## Zabytki
- Cytadela Spandau
- Śluza Spandau
- Altstadt Spandau und Kolk (najstarsza część Spandau)
- St.-Nikolai-Kirche
- St.-Marien-Kirche
- Miasto-ogród Staaken
- Jarmark bożonarodzeniowy w Spandau
- Scena przy cytadeli
- Będąca pod ochroną wieś Tiefwerder, do której w 1816 roku zostali przesiedleni rybacy ze Spandau.
- Fort Hahneberg(inne języki)
- Muzeum Luftwaffen (Lotnisko Gatow)
- Dworzec Berlin-Spandau
- Las w Spandau
- Obszar chroniony Grimnitzsee z będącym pod ochroną osiedlem Birkenwäldchen
- Stößensee i Pichelswerder

## Transport

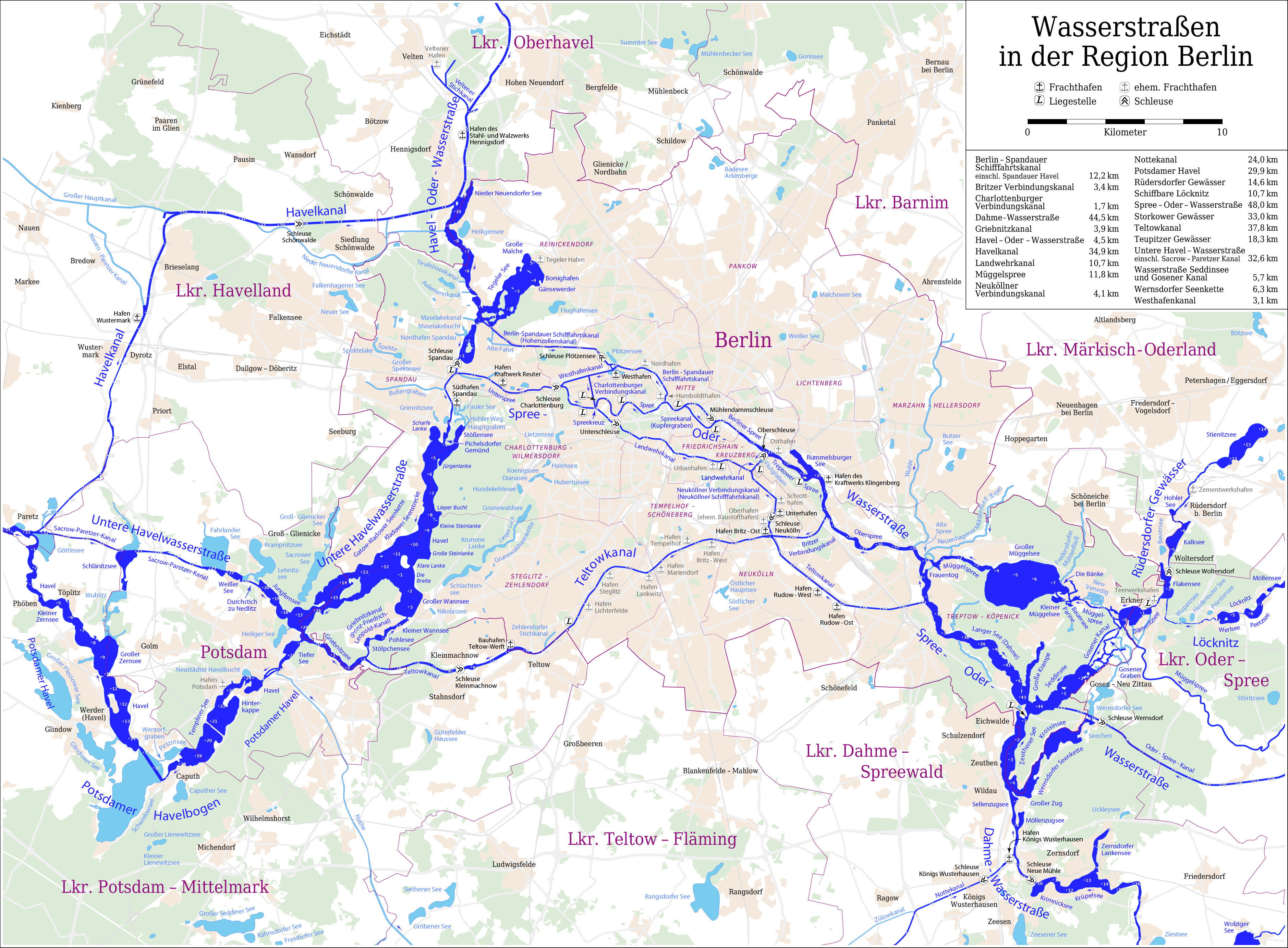
Drogi wodne w Berlinie

W Spandau istnieje wiele możliwości podróżowania publicznymi środkami transportu:
- Kolej regionalna: RE2, RE4, RE6, RB10, RB13, RB14

- Linia metra U7
- Linia S5 kolei miejskiej S-Bahn
- Linie autobusowe
  - Linie normalne: 130, 131, 133, 134, 135, 136, 137, 139, 234, 236, 237, 334, 337, 638, 639, 671, 697
  - Linie typu MetroBus: M32, M37, M45, M49
  - Linie typu ExpressBus: X33, X34, X49
  - Linie nocne: N7, N30, N33, N34, N35, N39

Następujące linie dalekobieżne zatrzymują się na dworcu Berlin-Spandau
- ICE: 10, 11, 12, 28
- EC: 27, 99
- IC: 32, 77

Przez Spandau prowadzą następujące krajowe drogi wodne:
- Untere Havel-Wasserstraße(inne języki)
- Obere Havel-Wasserstraße(inne języki)
- Spree-Oder-Wasserstraße(inne języki)

Południowy port w Spandau jest drugim co do wielkości portem frachtowym Berlina.
Promy pływające po wodach okręgu Spandau:
- Prom pasażerski obsługiwany przez miejską spółkę BVG – Linia F10 między Kladow i Wannsee
- Prom samochodowy prywatnego przewoźnika pomiędzy Hakenfelde i Konradshöhe
- Prom pasażerski prywatnego przewoźnika pomiędzy Hakenfelde i Konradshöhe z możliwością popłynięcia na wyspy Valentinswerder i Maienwerder (obie w okręgu Reinickendorf). W lato 2011 roku przewoźnik zawiesił kursowanie promu. W razie potrzeby istnieje jednak możliwość uruchomienia prywatnego promu dla mieszkańców wyspy Valentinswerder.

Miasto Spandau posiadało od czerwca 1982 własną linię tramwaju konnego (odcinek Hauptbahnhof – Fehrbelliner Tor). W 1894 powstał dworzec towarowy i druga linia tramwaju (Hauptbahnhof – Pichelsdorf), a w 1896 roku trzecia (Hauptbahnhof – Schützenhaus). W tym samym roku wszystkie odcinki zostały zelektryfikowane, a w 1909 powołano spółkę Spandauer Straßenbahnen, która przejęła dotychczasowe linie. W latach 30. XX w. w Spandau jeździł trolejbus. Linia 55 jako ostatnia linia tramwajowa w Berlinie Zachodnim jeździła jeszcze w 1967 roku i łączyła Hakensfelde z Dworcem Zoo. Linia kolejowa pomiędzy dworcem Spandau West przez Johannensstift do Bötzow (Bötzowbahn) jest nieczynna od końca Drugiej Wojny Światowej. Niektóre odcinki służą czasami pociągom towarowym.

## Pozostałe
Spandau jest nazywane Miastem-Cytadelą. Żeby podkreślić samodzielność dawnego miasta Spandau mówi się – zarówno przez mieszkańców Spandau, jak i samego Berlina – Spandau bei Berlin (pol. Spandau obok Berlina) lub żartobliwie Berlin bei Spandau (pol. Berlin obok Spandau).
Brytyjska grupa muzyczna Spandau Ballet wybrała swoją nazwę po swojej podróży do Berlina, gdzie występowali także na czynnym wtedy lotnisku Gatow, które położone było w pobliżu Muru Berlińskiego. Według członków zespołu nazwa nie ma charakteru politycznego, a symbolizować ma jedynie romantyzm i mroczność sytuacji na granicy.
Na cmentarzu In den Kisseln został pochowany Thomas Dörflein, który był pracownikiem Berlińskiego Zoo i opiekował się niedźwiedziami polarnymi, co przyniosło mu rozpoznawalność.

## Współpraca
Miejscowości partnerskie:
- Asnières-sur-Seine, Francja
- Aszdod, Izrael
- Boca Raton, Stany Zjednoczone
- İznik, Turcja
- Luton, Wielka Brytania
- Nauen, Brandenburgia
- Siegen, Nadrenia Północna-Westfalia

## Literatura
- Rainer Fliegner: Spandau – Geschichte und Geschichten. Sutton Verlag, Erfurt 2007, ISBN 978-3-86680-122-6.
- Wolfgang Ribbe(inne języki) (Hrsg.): Slawenburg – Landesfestung – Industriezentrum. Untersuchungen zur Geschichte von Stadt und Bezirk Spandau. Colloquium, Berlin 1983, ISBN 3-7678-0593-6.
- Wolfgang Ribbe: Spandau. Colloquium Verlag, Berlin 1991, ISBN 3-7678-0716-5.
- Hans-Rainer Sandvoß: Widerstand in Spandau. Heft 3 der Schriftenreihe über den Widerstand in Berlin von 1933 bis 1945, Gedenkstätte Deutscher Widerstand, Berlin 1988,  ISSN 0175-3592.
- Ralf Schmiedecke: Spandau bei Berlin. Sutton Verlag, Erfurt 2002, ISBN 978-3-89702-463-2.
- Vermessungsamt Spandau (Hrsg.): 777 Jahre Spandau im Kartenbild der Jahrhunderte. DVD, 2009.
- Otto Kuntzemüller(inne języki): Urkundliche Geschichte der Stadt und Festung Spandau. Arani Verlag, Berlin 1978, ISBN 3-7605-8534-5.
- Die Bauwerke und Kunstdenkmäler von Berlin Stadt und Bezirk Spandau. Gebr. Mann Verlag, Berlin 1971, ISBN 3-7861-4076-6.